# سانت‌اوفمیا ا مایلا
سانت‌اوفمیا ا مایلا (به ایتالیایی: Sant'Eufemia a Maiella) یک کومونه در ایتالیا است که در استان پسکارا واقع شده‌است. سانت‌اوفمیا ا مایلا ۴۰ کیلومتر مربع مساحت و ۳۱۲ نفر جمعیت دارد و ۸۷۸ متر بالاتر از سطح دریا واقع شده‌است.